# Прапор Незнанова
Пра́пор Незна́нова — офіційний символ села Незнанів Шептицького району Львівської області. Затверджений 23 червня 2008 року сесією сільської ради. 
Автор проєкту — А. Гречило.

## Опис
Квадратне жовте полотнище, з центру якого на 4 сторони розходяться зелені дубові листки, а по діагоналях — коричневі жолуді в темно-коричневих шапочках. 

## Зміст
Дубове листя з жолудями на прапорі підкреслюють природну пам'ятку Незнанова — старий дуб, що уособлює міцність, силу і твердість духу. Жовтий колір уособлює добробут, багатство та сільське господарство.